# Tatjana Sorokina
Tatjana Sergejevna Panjoezjeva (Russisch: Татьяна Сергеевна Панюжева; geboortenaam: Сорокина; Sorokina) (Moskou, 9 maart 1940) was een basketbalspeler van het nationale damesteam van de Sovjet-Unie. Ze werd Meester in de sport van de Sovjet-Unie, Internationale Klasse.

## Carrière als speler
Sorokina speelde haar gehele carrière van 1957 tot 1969 voor Dinamo Moskou. Met die club won ze twee keer het Landskampioenschap van de Sovjet-Unie in 1957 en 1958. Ook werd ze derde om het landskampioenschap van de Sovjet-Unie in 1966. In 1959 verloor ze met Dinamo onder leiding van coach Vasili Kolpakov de finale om de FIBA Women's European Champions Cup, (voorloper van de EuroLeague Women), van Slavia Sofia uit Bulgarije met 40-63 en 44-34. Als speler voor het nationale team van de Sovjet-Unie won ze goud in 1964 op het Wereldkampioenschap en goud op het Europees Kampioenschap ook in 1964. In 1967 stopte ze met basketballen.

## Erelijst (speler)
- Landskampioen Sovjet-Unie: 2
  - Winnaar: 1957, 1958
  - Derde: 1966
- FIBA Women's European Champions Cup:
  - Runner-up: 1959
- Wereldkampioenschap: 1
  - Goud: 1964
- Europees Kampioenschap: 1
  - Goud: 1964